# Kekri
Kekri è una suddivisione dell'India, classificata come municipality, di 34.129 abitanti, situata nel distretto di Ajmer, nello stato federato del Rajasthan. In base al numero di abitanti la città rientra nella classe III (da 20.000 a 49.999 persone).

## Geografia fisica
La città è situata a 25° 58' 0 N e 75° 9' 0 E e ha un'altitudine di 346 m s.l.m..

## Società

### Evoluzione demografica
Al censimento del 2001 la popolazione di Kekri assommava a 34.129 persone, delle quali 17.630 maschi e 16.499 femmine. I bambini di età inferiore o uguale ai sei anni assommavano a 5.205, dei quali 2.738 maschi e 2.467 femmine. Infine, coloro che erano in grado di saper almeno leggere e scrivere erano 21.416, dei quali 13.005 maschi e 8.411 femmine.